# Estação Ferroviária de Souselas
A Estação Ferroviária de Souselas (nome anteriormente grafado como "Souzellas"), é uma interface da Linha do Norte, que serve a localidade de Souselas, no Distrito de Coimbra, em Portugal.

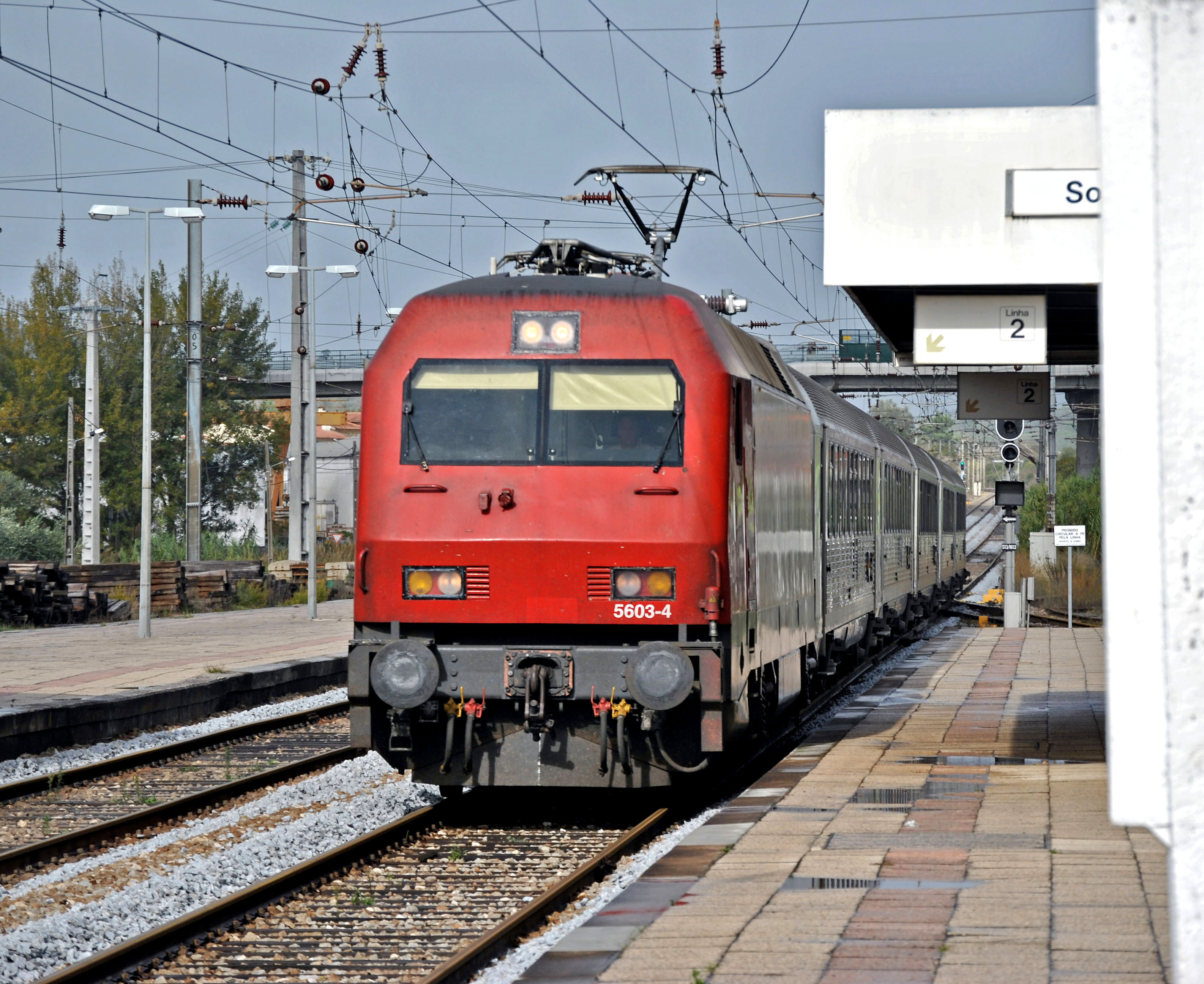
Comboio Intercidades a passar por Souselas, em 2010.

## Caracterização

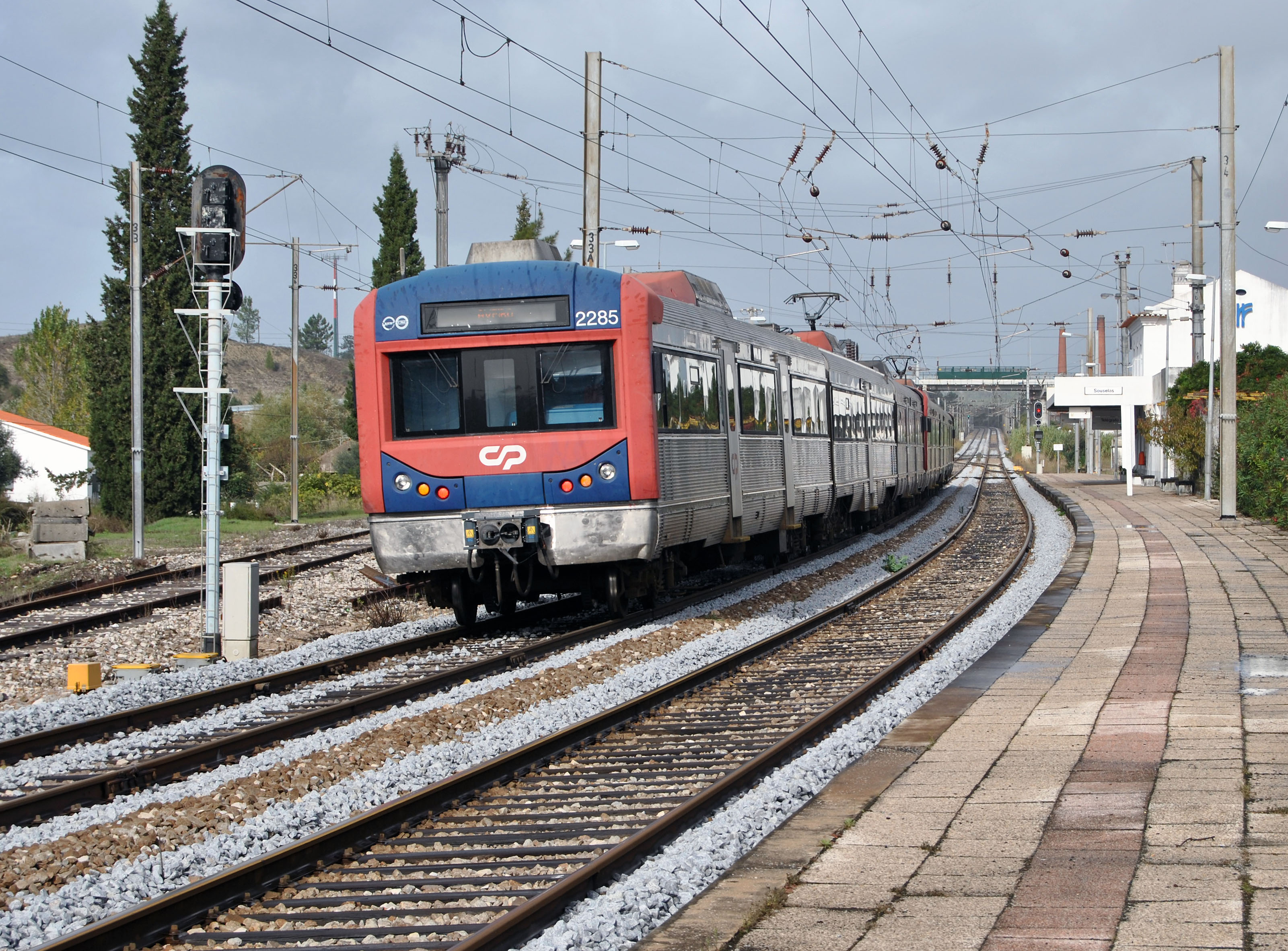
Automotoras da série 2240 a passar pela estação de Souselas, em 2010.

### Localização e acessos
A estação ferroviária de Souselas situa-se junto à Rua dos Correios, na localidade de Souselas.

### Infraestrutura
Segundo dados de 2011, a estação de Souselas possuía três vias de circulação, com comprimentos entre os 358 e 1039 m, e três gares, com 231 e 235 m de extensão, e 40 a 50 cm de altura. O edifício de passageiros situa-se do lado nascente da via (lado direito do sentido ascendente, a Campanhã). Em Outubro de 2004, ostentava a classificação E (Estação) da Rede Ferroviária Nacional.

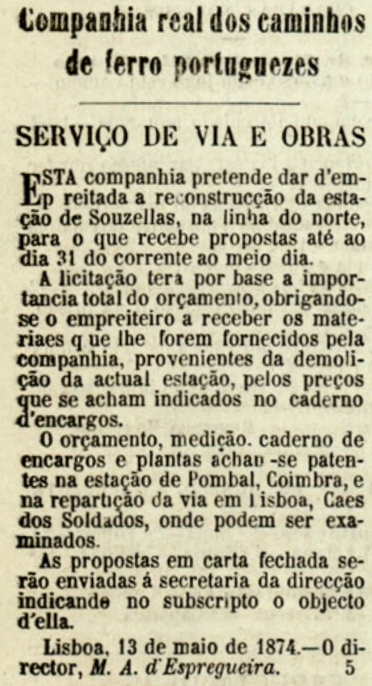
Anúncio para propostas para a reconstrução desta estação, em 1864 (então ainda "Souzellas").

## História

### Século XIX
Em 20 de Novembro de 1860, o Conselho Superior de Obras Públicas lançou um parecer sobre o plano para a quarta secção da Linha do Norte, onde criticava o local escolhido para a estação de Souselas.
O troço entre Estarreja e Taveiro da Linha do Norte, no qual esta interface se insere, entrou ao serviço no dia 10 de Abril de 1864, pela Companhia Real dos Caminhos de Ferro Portugueses. Esta foi uma das estações originais do troço, tendo começado a ser servida, logo após a inauguração, por comboios mistos entre Vila Nova de Gaia e Coimbra-B.

### Século XX
O troço entre Coimbra-B e Pampilhosa foi duplicado em 30 de Abril de 1925, e electrificado em Março de 1964.

Em 1989, foi lançado um concurso para a nova sinalização da estação de Souselas e remodelação do bloco automático da Linha do Norte entre as estações de Coimbra-B e Pampilhosa, no âmbito do Plano de Modernização da Rede dos Caminhos de Ferro Portugueses, tendo a solução electrónica escolhida para Souselas sido do tipo SSI (Solid State Interlocking).